# 살바토레 시리구
살바토레 시리구(이탈리아어: Salvatore Sirigu, 1987년 1월 12일, 누오로 ~ )는 이탈리아의 축구 선수로, 현재 튀르키예 쉬페르리그의 클럽 파티흐 카라귐뤼크에서 활약하는 골키퍼이다. 그는 2010년을 기점으로 이탈리아 국가대표팀 일원이 되었다.

## 클럽 경력

### 초기 경력
이탈리아 사르데냐의 누오로 출신으로, 시리구는 베네치아의 유소년팀에서 축구를 시작하였다. 2005년, 그는 팔레르모에 합류하여 2006-07 시즌에 삼프도리아와의 코파 이탈리아 경기와 페네르바흐체와의 UEFA컵 경기에서 데뷔하였다.
2007년 7월 12일, 팔레르모는 그에게 1군 경험을 부여하게 하기 위해 세리에 C1 클럽 크레모네세로 임대를 보냈다.
2008-09 시즌에 그는 세리에 B의 안코나로 임대되었으나, 프란체스코 모나코 안코나 감독과 그의 후임 감독 산드로 살비오니가 브라질인 팀동료인 다 코스타를 그보다 선호함에 따라 15경기 출전에 그쳤다.
시리구는 팔레르모로 돌아와 돌아와, 2009-10 시즌에 후비뉴의 백업 골키퍼로 성공을 맛보았다. 후비뉴가 여러 차례 실망스러운 활약을 펼치자 은퇴한 골키퍼 겸 팔레르모 감독인 왈테르 첸가는 시리구의 능력을 알아차리고, 시리구를 다비데 발라르디니의 라치오를 상대하는 2009년 9월 27일의 6째주 경기에 선발로 출전시켰다. 이 경기는, 시리구의 이탈리아 세리에 A 공식 데뷔 경기였고, 결과는 1-1이었는데, 이 신예 골키퍼는 경기 내내 수차례의 선방을 보이며 맨 오브 더 매치로 선정되었다. 그는 다음 경기인 세리에 A 거함 유벤투스와의 경기에도 출전하였고, 2-0으로 승리한 이 경기에서 클린시트를 유지하였다. 그 이후, 시리구는 선발 라인업에 자주 등장하였고, 영구적으로 주전 골키퍼로 승격하였으며, 후비뉴를 나중 1월에 리보르노로 임대를 보냈다.
2009년 10월 21일, 팔레르모는 시리구와의 연장 계약을 발표하였고, 이 재계약으로 그는 2014년 6월까지 계약을 지속하게 되었다.

### 파리 생제르맹
2011년 7월 28일, 시리구는 프랑스 클럽 파리 생제르맹과 4년 계약을 체결하였고, 이적료는 €3.5M으로 책정되었다. 그의 파리 연고에서의 첫 달인 8월, 이 수문장은 클럽 서포터 앞에서 하비에르 파스토레와 케뱅 가메이로에 이어 3번째로 소개된 정상급 선수였고, 새 환경에 빠르게 적응하는 모습을 보였다. 그는 같은 시기에 영입된 니콜라 두셰 동료 골키퍼와 야심만만한 파리지앵의 주전 수문장과 팬의 지지도를 경쟁하는 상태가 되었다. 그는 홈 경기에서 높은 기대를 하기로 악명 높은 파리 생제르맹의 서포터들에게 자주 호명되었다. 2013년 1월 27일, 시리구는 리그 1에서 베르나르 라마의 PSG 무실점 행진 기록을 경신하였다. (697분)

## 국가대표팀 경력
2007년 8월 21일, 그는 프랑스와의 친선경기에서 이탈리아 U-21 국가대표팀 데뷔전을 치루었다. 그는 작은 파란 군단 (Azzurrini)의 데뷔전을 갖기 전, 이미 U-18 국가대표팀과 U-19 국가대표팀 경기의 경험을 가지고 있었다.
2010년 2월 28일, 그는 모나코의 스타드 루이 II에서 벌어진 카메룬전에서 이탈리아 국가대표팀에 처음으로 차출되었으나, 출전하지 못하였다. 그는 리피의 2010년 FIFA 월드컵 28인 예비 엔트리에 포함되었으나, 23인 최종 엔트리에는 들지 못하였다.
체사레 프란델리 신임 국가대표팀의 취임 후, 시리구는 코트디부아르와의 친선경기를 앞두고 국가대표팀에 차출되었다. 그는 2010년 8월 10일에 열린 이 경기에 국가대표팀 신고식을 치르었으나, 팀은 0-1로 패하면서 빛이 바랬다.
그는 UEFA 유로 2012에서 잔루이지 부폰과 모르간 데 산크티스 골키퍼를 보좌할 써드 키퍼로 발탁되었다.

## 경력 통계
2013년 5월 18일 기준
| 클럽              | 시즌      | 리그 | 리그 | 컵   | 컵 | 대륙 | 대륙 | 합계 | 합계 |
| 클럽              | 시즌      | 출장 | 골   | 출장 | 골 | 출장 | 골   | 출장 | 골   |
| ----------------- | --------- | ---- | ---- | ---- | -- | ---- | ---- | ---- | ---- |
| 팔레르모          | 2006–07   | 0    | 0    | 1    | 0  | 1    | 0    | 2    | 0    |
| 크레모네세 (임대) | 2007–08   | 22   | 0    | 2    | 0  | 0    | 0    | 24   | 0    |
| 안코나 (임대)     | 2008–09   | 15   | 0    | 0    | 0  | 0    | 0    | 15   | 0    |
| 팔레르모          | 2009–10   | 32   | 0    | 1    | 0  | 0    | 0    | 33   | 0    |
| 팔레르모          | 2010–11   | 37   | 0    | 5    | 0  | 3    | 0    | 45   | 0    |
| 팔레르모          | 합계      | 69   | 0    | 7    | 0  | 4    | 0    | 80   | 0    |
| 파리 생제르맹     | 2011–12   | 38   | 0    | 2    | 0  | 1    | 0    | 41   | 0    |
| 파리 생제르맹     | 2012–13   | 33   | 0    | 0    | 0  | 10   | 0    | 43   | 0    |
| 파리 생제르맹     | 합계      | 71   | 0    | 2    | 0  | 11   | 0    | 84   | 0    |
| 경력 합계         | 경력 합계 | 177  | 0    | 11   | 0  | 15   | 0    | 203  | 0    |

## 수상 경력

### 클럽
파리 생제르맹
- 리그 1: 2012–13, 2013–14, 2014–15, 2015–16
- 트로페 데 샹피옹: 2013, 2014, 2015, 2016
- 쿠프 드 라 리그: 2013-14, 2014-15, 2015-16
- 쿠프 드 프랑스: 2014-15, 2015-16

### 국가대표팀
- UEFA 유럽 축구 선수권 대회: 2020[11]
- FIFA 컨페더레이션스컵 3위: 2013

### 개인
- 리그 1 올해의 팀 (1): 2012–13